# Prins Edward, hertug af Kent
 Denne artikel omhandler hertugen af Kent. Opslagsordet har også en anden betydning, se Prins Edward af Storbritannien.
Prins Edward, hertug af Kent (Edward George Nicholas Patrick Paul; født 9. oktober 1935) er en britisk prins og medlem af den britiske kongefamilie.
Han er barnebarn af Kong Georg 5. af Storbritannien. Prins Edward har haft titel af hertug af Kent, siden hans far døde i 1942.
Han er gift med Katharine, hertuginde af Kent (født Katharine Worsley), med hvem han har tre børn.

## Biografi
Prins Edward blev født den 9. oktober 1935 på Belgrave Square i London som det første barn af Prins George, hertug af Kent og Prinsesse Marina af Grækenland og Danmark.
Hertugen af Kent giftede sig den 8. juni 1961 i York Minster i Nordengland med Katharine Worsley, datter af Sir William Worsley, 4th Baronet, og Joyce Morgan Brunner.
Prins Edward er bl.a. formand for The All England Lawn Tennis & Croquet Club og uddeler præmier i forbindelse med Wimbledon Championships. Frem til 2001 var han Storbritanniens Special Representative for International Trade and Investment. Han er også formand for The Scout Association, Royal United Services Institute og Royal Institution of Great Britain.
Siden 1967 har han været den øverste leder (såkaldt stormester (engelsk: Grand Master)) for verdens ældste storloge, The United Grand Lodge of England, grundlagt 27. december 1813 i London.

## Efterkommere
Hertugen og hertuginden af Kent har tre børn: 
- George Windsor, jarl af St. Andrews (født 1962), gift og har tre børn.
- Lady Helen Taylor (født 1964), gift og har fire børn.
- Lord Nicholas Windsor (født 1970), gift og har tre børn.